# Бриколаж

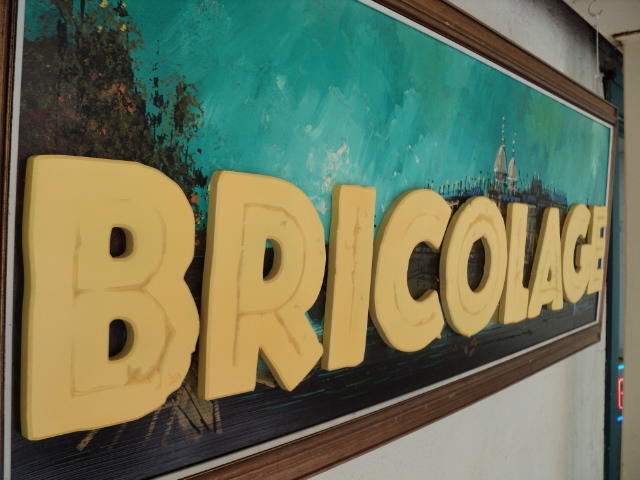

Брикола́ж (от фр. bricolage) — термин, использующийся в различных дисциплинах, в том числе в изобразительном искусстве, в литературе, философии, означающий создание предмета или объекта из подручных материалов, а также сам этот предмет или объект.
Это творческое и изобретательное использование любых материалов, независимо от их первоначального предназначения. Создание нового происходит на основе использования и структурирования подручных элементов. Происходит перевоплощение значений уже существующих объектов или символов в неожиданно новые.
Термин «бриколаж» также используется в нескольких областях, включая искусство, философию, образование, антропологию, компьютерное программное обеспечение, бизнес.
В научное использование термин «бриколаж» ввёл Клод Леви-Строс, с его помощью он определял специфику мифологического мышления: «мифологическая рефлексия выступает в качестве интеллектуальной формы бриколажа».
Бриколажная логика, по мысли Клода Леви-Строса, действует как калейдоскоп, составляя новое образное единство и целостность на основе обломков прежнего опыта.

## Бриколер
Бриколе́р — человек, который творит сам, самостоятельно, используя подручные средства. Он своеобразно использует попавшиеся под руку материалы или различные источники. При создании нового он должен вновь обратиться к уже образованной совокупности инструментов и материалов, переделать или провести её инвентаризацию.

## В искусстве

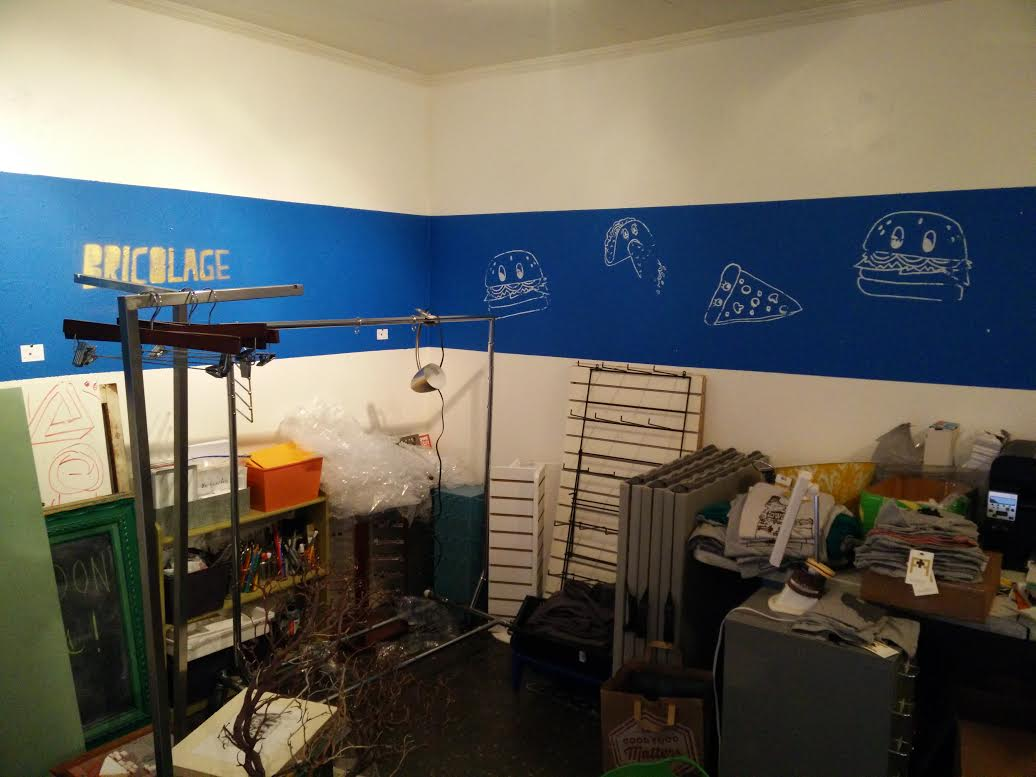
Мастерская с материалами для бриколажа

В искусстве бриколаж — это техника или творческий способ, при котором работы создаются из различных материалов, имеющихся в наличии; происходит реконструкция и повторное использование отдельных материалов или артефактов для получения новых смыслов и прозрений.
- В музыке — деревянные ложки или пила в качестве музыкальных инструментов; также родственны движения DIY и панк.
- В изобразительном искусстве — коллажи.

## В философии
Бриколаж в философии рассматривается как обоснованный подход к анализу и использованию источников, которые проистекают из различных философских концепций.
Термин используется философами-постмодернистами в различных значениях.
Французский антрополог Клод Леви-Стросс использовал слово «бриколаж» для описания характерных закономерностей мифологической мысли. В его описании она противопоставляется творческому мышлению инженеров, которое переходит от целей к средствам. Мифологическая мысль, по мнению Леви-Стросса, пытается повторно использовать имеющиеся материалы для решения новых задач.
Деррида расширяет термин, описывая им любой дискурс.
Делёз и Гваттари называют бриколажем способ производства шизофренического производителя.

## В образовании
Бриколаж в образовании — для процесса обучения используются все подручные материалы, кроме учебников.
Происходит создание нового на основе имеющегося старого. Если есть место, в котором продукты педагогической и научной деятельности публикуются и хранятся, и при этом оно доступно для других людей, значит, кто-то может увидеть чей-то продукт и взять какую-то его часть или инструмент для использования в своей деятельности. Специалист, в свою очередь, может поделиться своим продуктом. Так происходит обмен разработками и возникают новые идеи.
Бриколаж позволяет объяснить трудно усвояемые процессы или учебный материал через более разрешимое, понятное, а главное — наглядное. Педагог-бриколер более свободен, чем классический учёный, который на своих занятиях опирается только на академичные методы преподнесения материала.

## В бизнесе
Карл Вейк определяет следующие требования к успешному использованию бриколажа в организациях:
- глубокое знание ресурсов,
- внимательное наблюдение и прослушивание,
- вера в свои идеи,
- самокорректирующиеся структуры с обратной связью[6].